# Marzelay
Marzelay est un quartier de Saint-Dié-des-Vosges dans le département des Vosges, situé au nord-ouest de la ville, en direction de Nancy. Il est rattaché au canton de Saint-Dié-des-Vosges-Ouest.

## Situation
Comme les deux autres hameaux proches, la Pêcherie et le Villé, Marzelay est situé au pied du massif de la Bure, sur la rive droite de la Meurthe, à proximité du tronçon en voie express de la route nationale 59 qui relie Moncel-lès-Lunéville à Sélestat (sortie D 84).

## Toponymie
Plusieurs graphies sont attestées : Mansilia, Marsilia, Masilleis, Maixelois (XIIIe siècle), Maiselois (1293), Mazeloi (1301), Maizelloi (1310), Merzelloi (1346), Marnellay (1502), enfin Marzelay en 1719.
L'étymologie est claire malgré les multiples variations graphiques au cours des siècles. Il s'agit de la « petite manse » ou mansilia, terme gallo-romain du Ier siècle qui indique une partie séparée d'un domaine ou villa. Le terme mazel, maixel ou maizel est son évolution médiévale.

## Histoire

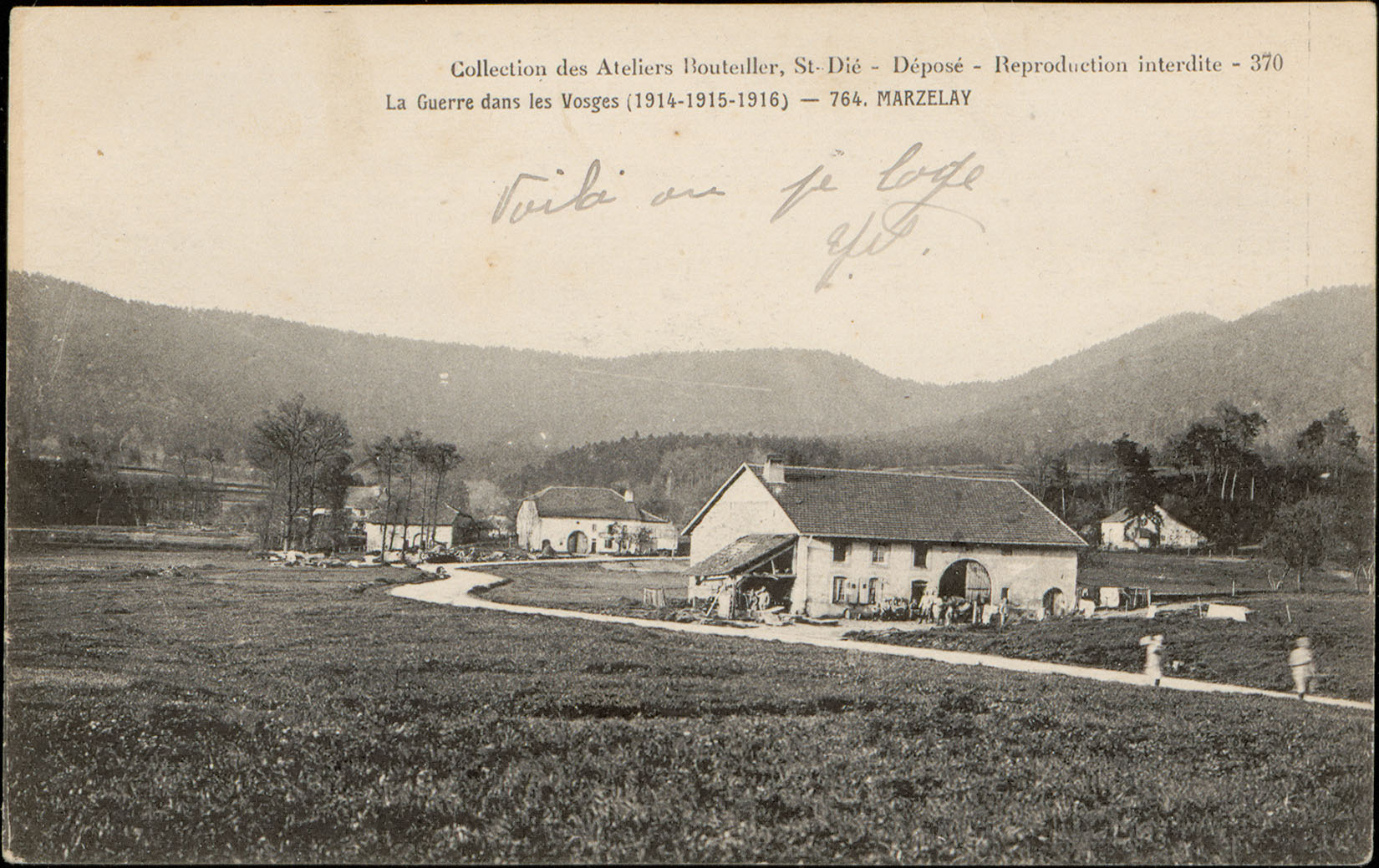
Vue historique (1914-1916).

La découverte de tuiles romaines, de fragments de poterie mince et d'une pâte noire, de morceaux d'amphores et de vases ornés de reliefs, d'une tête de statue de femme à cheveux tressés, d'un puits prouve l'occupation gallo-romaine antique de Marzelay/Mansilia.
Avant la Révolution, l'ensemble des Trois Villes, soit Marzelay, la Pêcherie, le Villé appartient à une « mairie » distincte de Saint-Dié. La demande des habitants de constituer une mairie autonome n'est pas acceptée par les bourgeois de Saint-Dié. La commune chef-lieu de district s'empresse d'annexer les anciens villages proches pour contrôler les ressources en eaux et en bois ainsi que les vastes terroirs agraires.
La « rue des Trois-Villes », entrée nord-ouest du centre ville déodatien, demeure un rappel de l'ancienne autonomie de ces trois villages.

## Patrimoine

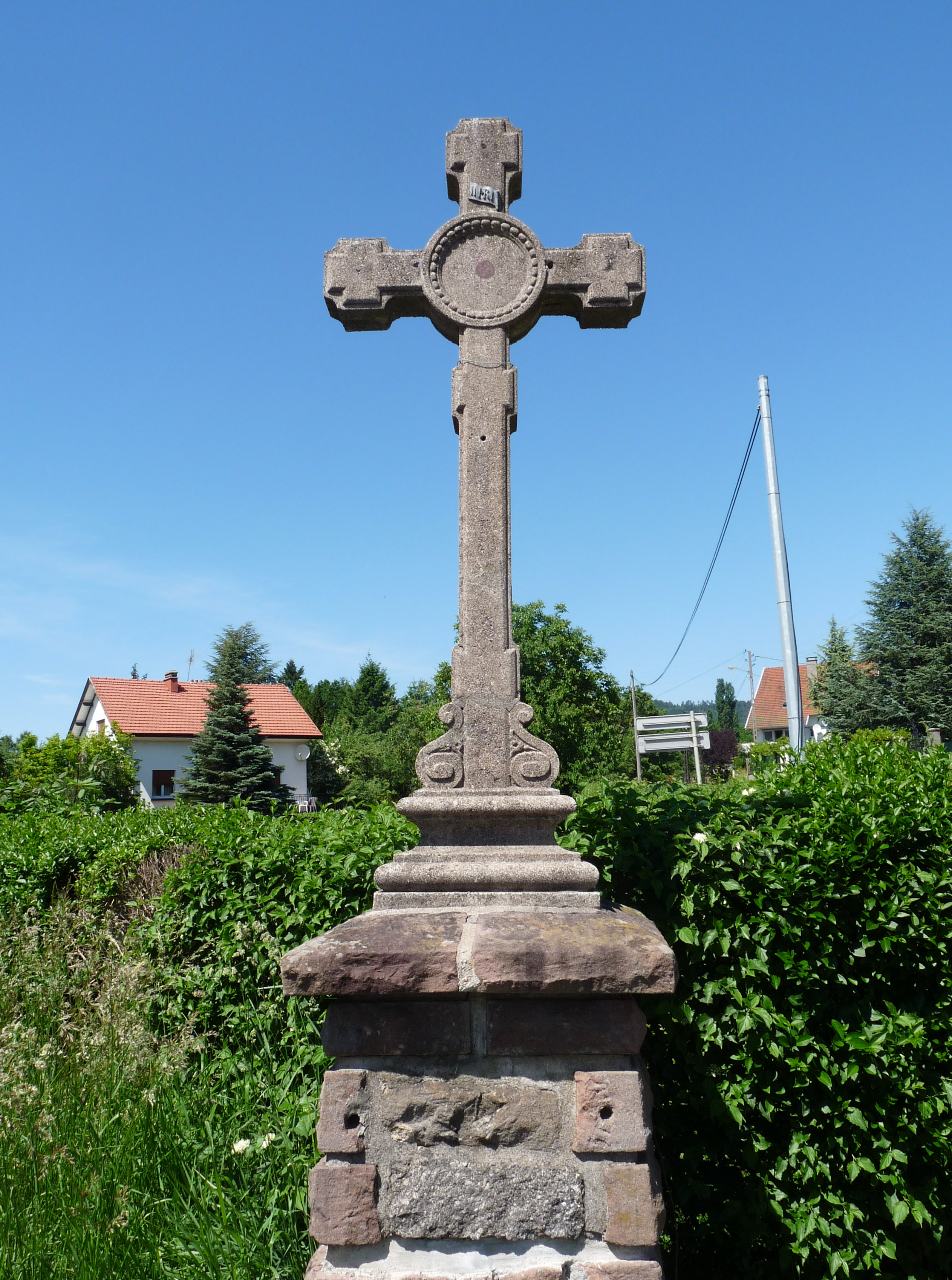
La croix des Trois-Villes.

La croix des Trois-VillesLa croix est située à l'entrée sud de Marzelay, à l'angle de la route de Marzelay et de la route de Raon. Elle a été bénie le 5 mai 1929 lors d'une cérémonie à laquelle assistèrent plusieurs milliers de personnes. Elle remplace une autre croix – la croix des Aïeux –, érigée par les habitants des Trois-Villes, mais dont l'ancienneté précise n'est pas connue.

## Équipements collectifs

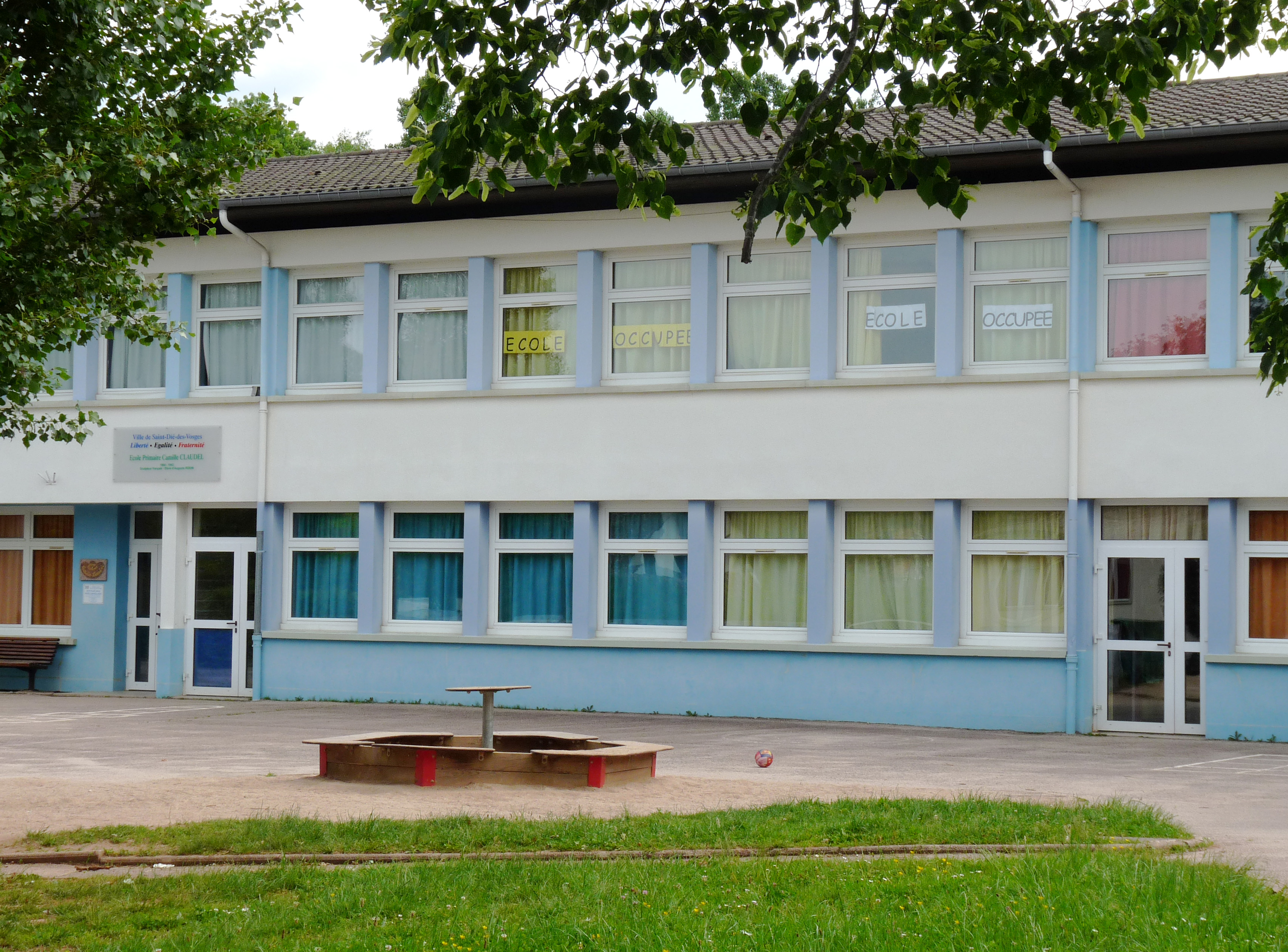
L'école Camille Claudel.

Marzelay est doté d'une maison de quartier qui accueille les activités associatives. Ce bâtiment préfabriqué situé près de l'école fait aussi fonction de bureau de vote du canton de Saint-Dié-des-Vosges-Ouest.
L'école Camille Claudel accueille des classes maternelles et primaires. Sa fermeture avait été annoncée pour la rentrée 2010. Après 12 semaines de lutte et 12 jours de grève de la faim de deux parents d'élèves, le Comité de Soutien de l'École Camille Claudel a permis de garder l'école ouverte en obligeant la municipalité de Saint-Dié à revenir sur sa décision de fermeture.
Les effectifs de l'école sont en augmentation pour l'année 2010/11. Les prévisions pour la rentrée 2011 sont aussi en augmentation. L'actrice Isabelle Adjani a accepté, à la demande des parents d'élèves, de devenir la marraine de l'école.

## Économie

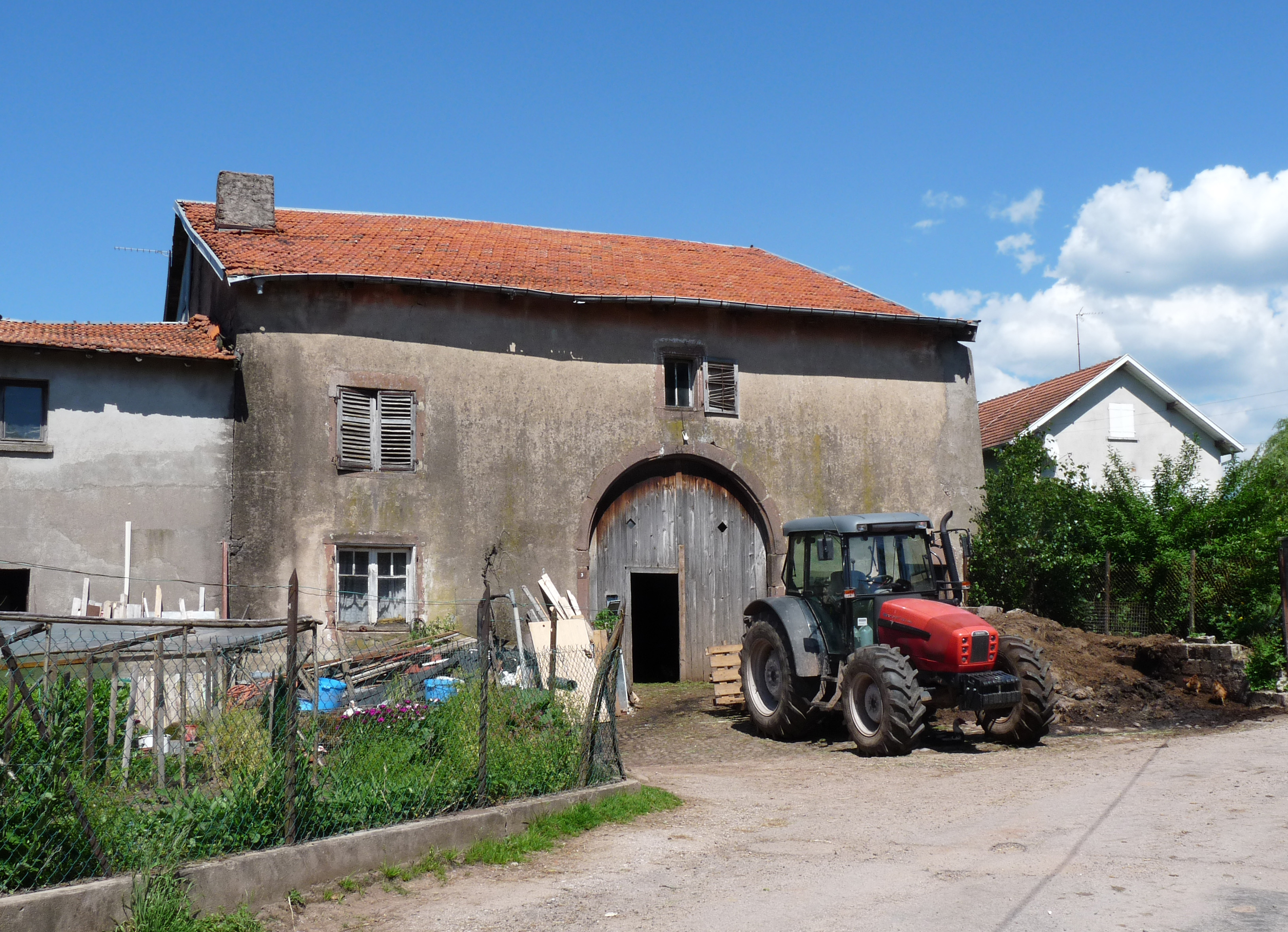
Dernière ferme en activité.

Marzelay est un ancien village traditionnellement tourné vers l'agriculture et l'élevage, mais ces activités ont pratiquement disparu aujourd'hui et la plupart des fermes ont été détruites ou restaurées.